# 黑帶嬌麗魚
黑帶嬌麗魚，為輻鰭魚綱鱸形目隆頭魚亞目慈鯛科的其中一種，分布於中美洲瓜地馬拉至哥斯大黎加太平洋岸的淡水流域，本魚體藍灰色，體側具有8-9條深色垂直條紋，鰓蓋上有一黑色斑塊，背鰭硬棘17-19枚;背鰭軟條7-9枚;臀鰭硬棘8-10枚;臀鰭軟條6-7枚，體長可達10公分，棲息在沙石底質、有遮蔽物且水流快速的淺水域，屬雜食性，以魚類、甲殼類、昆蟲、蠕蟲、植物等為食，為高經濟價值的觀賞魚。

## 擴展閱讀
維基物種上的相關：黑帶嬌麗魚